# Dreams (HIGH and MIGHTY COLORの曲)
「Dreams」（ドリームズ）は、HIGH and MIGHTY COLORのメジャーデビュー10枚目のシングル。

## 解説
- 前作「辿り着く場所／オキザリス」から約半年ぶりのシングルリリース。
- ハイカラとして初の、外部の編曲者が参加している。だが本作のみであり、これ以降は自主プロデュースである。
- このシングルからはまた以前の様にジャケットにロゴが描かれたり、文字種も『傲音プログレッシヴ』から『参』まで同じだったが、本作から筆記体やゴシック体などになった。今までは全作詞・作曲・編曲：HIGH and MIGHTY COLOR名義だったが、今作から以下のように個人名が明記されるようになった。

## 収録曲
| #         | タイトル                 | 作詞                | 作曲                  | 編曲                            | 時間  |
| --------- | ------------------------ | ------------------- | --------------------- | ------------------------------- | ----- |
| 1.        | 「Dreams」               | マーキー&ユウスケ   | HIGH and MIGHTY COLOR | 山口寛雄、HIGH and MIGHTY COLOR | 5:09  |
| 2.        | 「Feel Like Dance」      | マーキー&ユウスケ   | HIGH and MIGHTY COLOR | 渡辺未来、HIGH and MIGHTY COLOR | 4:19  |
| 3.        | 「マッシュルーム」       | MEG&mACKAz&ユウスケ | MEG                   | HIGH and MIGHTY COLOR           | 3:41  |
| 4.        | 「Dreams」(Instrumental) |                     |                       |                                 | 5:20  |
| 合計時間: | 合計時間:                | 合計時間:           | 合計時間:             | 合計時間:                       | 18:29 |

### 楽曲解説
1. Dreams
MBS・TBS系アニメ『DARKER THAN BLACK -黒の契約者-』のエンディングテーマ。
今まで主にラップやコーラスなどに徹していたユウスケが、この曲ではマーキーとのデュエットを披露している。
MV内で、ボーカルのマーキーがスタイリストによって髪型をセットされている、また散髪するシーンがあり、ドラムのSASSYはドラムセットがない状況でスティックだけを使って演奏するシーンがある。
2. Feel Like Dance
前曲とは対照的に、ユウスケはラップに徹している。
3. マッシュルーム
最後にあるゲップ音は、ベーシストのmACKAzが実際にやっている。また曲中に出てくる「マッシュルーム」の数は、49回である。
この曲のMVといわれる作品が存在しており、期間限定である条件を達成することでホームページで視聴可能となっていたが、現在は視聴不可能となっている。後に『10 COLOR SINGLES』のDVDに収録された。ちなみにMV中で使用されている音源はこの映像でしか聴くことができない。

## 収録アルバム
- 10 COLOR SINGLES (#1)